# 宮城県鼎が浦高等学校
宮城県鼎が浦高等学校（みやぎけんかなえがうらこうとうがっこう）は、宮城県気仙沼市に存在した県立高等学校である。2005年度（平成17年度）より、既存で男子校の宮城県気仙沼高等学校と女子校の本校が統合され、共学校の宮城県気仙沼高等学校となった。

## 沿革
- 1923年（大正12年）3月19日 - 気仙沼町立気仙沼実科高等女学校設立認可、生徒定員100名。[1]
- 1924年（大正13年）10月27日 - 県名冠称認可。宮城県気仙沼実科高等女学校に改称。
- 1943年（昭和18年）4月1日 - 宮城県気仙沼高等女学校に改称。
- 1948年（昭和23年）4月1日 - 学制改革により宮城県気仙沼女子高等学校に改称。新校章制定。
- 1951年（昭和26年）3月1日 - 宮城県鼎が浦高等学校（女子校）に改称。
- 2005年（平成17年）4月1日 - 宮城県気仙沼高等学校（男子校）と統合。

## 特徴
- 夜間部が設置され、宮城県仙台第一高等学校通信制のスクーリングを実施していた。
- 地域では「進学校」として扱われ、親子三代が本校で学んだ者も多い。
- フェンシング部の活動が顕著であった（部活動のフェンシング班の実績を参照）。
- 県内では少数の「セーラー服」を制服に採用しており、統合後に共学となった気仙沼高等学校の女子制服は、多くの好評を得ていた本校の制服が継続された。

## 所在地
- 宮城県気仙沼市赤岩杉の沢47-6

## 部活動
- 運動系 - バスケットボール、バレーボール、ソフトボール、バドミントン、陸上競技、硬式テニス、ソフトテニス、弓道、卓球、フェンシング、剣道、水泳
- 文化系 - 吹奏楽、マンドリン、写真、合唱、演劇、茶道、華道、自然科学、文芸、外語、ダンス、軽音楽、美術、食物

フェンシング班
- 1952年 - フェンシング同好会創設、佐藤美代子顧問、1955年千葉卓朗コーチ
- 1955年8月 - 全国高等学校フェンシング選手権大会（宮城県開催）団体優勝①
- 1956年8月 - 全国高等学校フェンシング選手権大会（新潟県開催）団体優勝②、個人フルーレ優勝
- 1957年8月 - 全国高等学校フェンシング選手権大会（愛知県開催）団体優勝③
- 1958年8月 - 全国高等学校フェンシング選手権大会（愛媛県開催）団体優勝④：4連覇
- 1961年8月 - 全国高等学校フェンシング選手権大会（宮城県開催）団体優勝⑤
- 1962年8月 - 全国高等学校フェンシング選手権大会（岡山県開催）団体優勝⑥：2連覇
- 1964年
  - 1月17日 - 第13回河北文化賞受賞（全国高等学校総合体育大会団体優勝により）
  - 8月 - 全国高等学校総合体育大会（愛知県開催）団体優勝⑦
- 1967年8月 - 全国高等学校総合体育大会（福井県開催）団体優勝⑧
- 1972年
  - 8月 - 全国高等学校総合体育大会（宮城県開催）団体優勝⑨
  - 11月3日 - 部活動の範として県教委より表彰
- 1973年8月 - 全国高等学校総合体育大会（愛知県開催）団体優勝⑩
- 1974年
  - 3月24日 - 日本フェンシング協会長特別賞受賞（全国高等学校総合体育大会、通算10回目の団体優勝の業績により）
  - 8月2日 - 全国高等学校体育連盟フェンシング部より表彰（全国高校選手権大会優勝10回の偉業を讃え）
- 1982年4月 - 千田健一教諭赴任
- 1984年8月 - 全国高等学校総合体育大会団体優勝⑪、個人フルーレ優勝
- 1985年
  - 2月6日 - 宮城県体育協会勲功賞受賞（全国高等学校総合体育大会、通算11回目の団体優勝の業績より）
  - 2月22日 - 宮城県高体連功績賞受賞
- 1990年8月7日 - 全国高等学校総合体育大会（宮城県開催）団体優勝⑫
- 1991年8月11日 - 全国高等学校総合体育大会（静岡県開催）団体優勝⑬：2連覇
- 1996年8月11日 - 全国高等学校総合体育大会（山梨県開催）団体優勝⑭
- 1999年4月 - 菅原智恵子教諭赴任
- 2002年
  - 3月24日 - 全国高等学校選抜フェンシング大会（福島県開催）団体優勝
  - 8月11日 - 全国高等学校総合体育大会（茨城県開催）団体優勝⑮
  - 10月29日 - 第57回国民体育大会（高知県開催）団体優勝
  - 11月27日 - 日本フェンシング協会会長賞受賞（三冠の業績により）
- 2003年2月20日 - 宮城県特別功績賞受賞（三冠の業績により）
- 2004年8月18日 - 菅原智恵子教諭が2004年アテネオリンピックのフェンシング競技・女子個人フルーレ出場

## 教職員
- 菅原智恵子 - 保健体育科教諭、フェンシング班顧問、フェンシング選手、鼎が浦高等学校出身
- 千田健一 - 社会科教諭、フェンシング班顧問
- 千葉卓朗 - 1955年フェンシング班コーチ就任

## 著名な出身者
- 梶原しげよ - 詩人
- 熊谷龍子 - 歌人
- 梶原さい子 - 歌人
- 小山歩 - 小説家
- 畠山美由紀 - シンガーソングライター
- 岩手佳代子 - フリーパーソナリティ
- 佐藤千晶 - フリーアナウンサー、元東日本放送・名古屋テレビ放送アナウンサー
- 村上亜希子 - フリーアナウンサー、元北海道放送・北海道テレビ放送アナウンサー
- 大和田智子 - フェンシング選手
- 白石公子 - 詩人